# Turó de la Torre (Castellnou de Bages)
El Turó de la Torre o de Castellnou (també conegut com a Turó de la Torre de Castellnou) és un cim de 623,6 metres a la comarca del Bages. Està situat en la carena divisòria d'aigües entre els rius Llobregat i Cardener, fronterera entre els municipis de Castellnou de Bages i Balsareny. Es tracta dels primers contraforts que, pel nord, tanquen el Pla de Bages. Dalt del cim hi ha les restes de la Torre del Castell de Castellnou.
Aquest cim està inclòs al llistat dels 100 cims de la FEEC. S'hi accedeix des del nucli de Castellnou tot seguint el camí del Sender de Gran Recorregut GR 179, aviat s'arriba a la carena principal i només cal seguir direcció nord.